# Municipio de Dundee (Dakota del Norte)
El municipio de Dundee (en inglés: Dundee Township) es un municipio ubicado en el condado de Walsh en el estado estadounidense de Dakota del Norte. En el año 2010 tenía una población de 90 habitantes y una densidad poblacional de 0,97 personas por km².

## Geografía
El municipio de Dundee se encuentra ubicado en las coordenadas 48°29′59″N 97°43′53″O / 48.49972, -97.73139. Según la Oficina del Censo de los Estados Unidos, el municipio tiene una superficie total de 93.2 km², de la cual 93,2 km² corresponden a tierra firme y (0 %) 0 km² es agua.

## Demografía
Según el censo de 2010, había 90 personas residiendo en el municipio de Dundee. La densidad de población era de 0,97 hab./km². De los 90 habitantes, el municipio de Dundee estaba compuesto por el 100 % blancos. Del total de la población el 0 % eran hispanos o latinos de cualquier raza.